# Hermann Sandkuhl

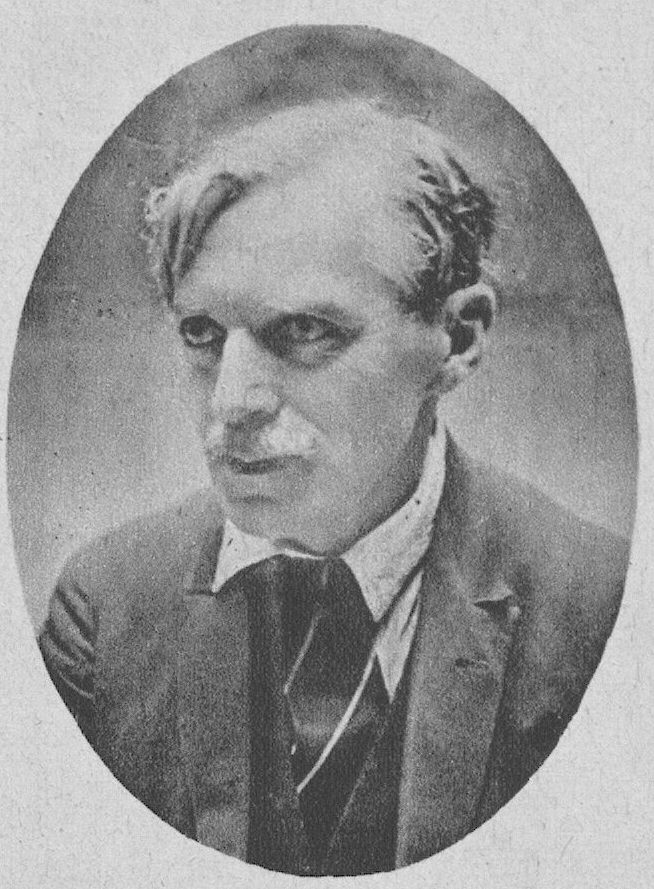
Hermann Sandkuhl, um 1924

Hermann Sandkuhl (* 14. April 1872 in Bremen; † 19. September 1936 in Berlin) war ein deutscher Maler und Kunstprofessor. Eigentlich Hermann Joseph Sandkuhl; der erste Vorname erscheint später häufig als Herman, also nur mit einem „n“ geschrieben. 

## Leben
Sandkuhl wurde in Bremen als zweitältester Sohn des Kaufmanns Heinrich Sandkuhl und seiner Ehefrau Anita Meyer geboren. Etwa 1892 durchlief er eine Ausbildung zum Stubenmaler; es folgten weitere Ausbildungsstationen auf seinem Weg zum Kunstmaler, u. a. studierte er an der Preußischen Akademie der Künste bei Otto Brausewetter, in Stuttgart bei Graf Leopold von Kalckreuth, an der Académie Julian in Paris und war Schüler von Carl Bantzer an der Dresdner Akademie. Im Jahre 1911 begründete er die Juryfreie Kunstausstellung in Berlin (J.K.B.) und machte sie seit 1921 zum Forum der Moderne in Berlin. 1923 zum Professor an den Vereinigten Staatsschulen für freie und angewandte Kunst in Berlin ernannt, wurde er später auch Leiter der Abteilung für religiöse Kunst.
1930 erhielt Sandkuhl den Auftrag zur Ausmalung der von seinem Schwiegersohn Otto-Oskar Graeßner errichteten Bekennerkirche in Admont (Steiermark).

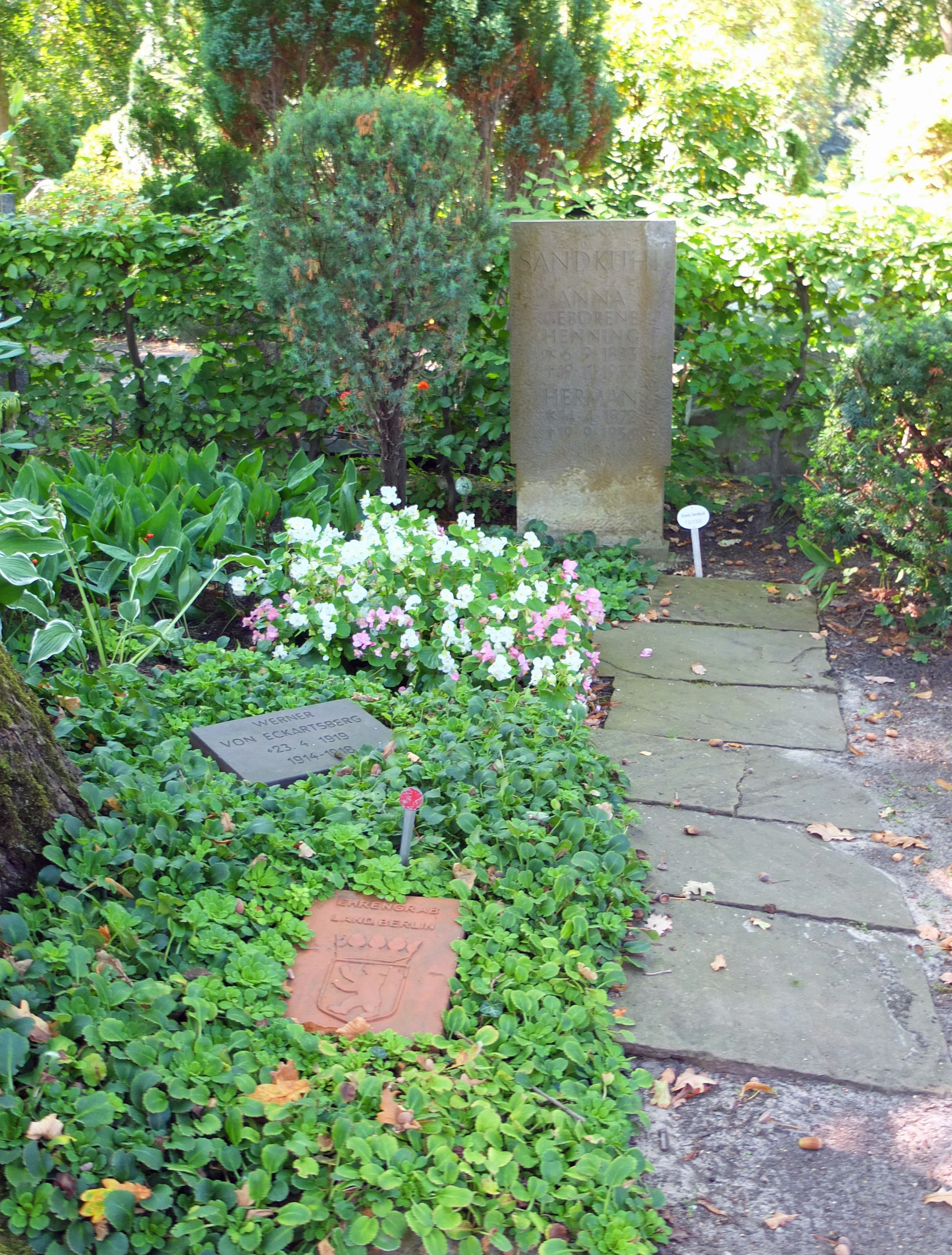
Ehrengrab von Hermann Sandkuhl auf dem Friedhof Zehlendorf

Am 19. September 1936 starb Herman Sandkuhl im Alter von 64 Jahren in Berlin an einem Herzschlag. Beigesetzt wurde er auf dem Friedhof Zehlendorf. Auf Beschluss des Berliner Senats ist die letzte Ruhestätte von Hermann Sandkuhl (Feld 001 Nr. 94) seit 1956 als Ehrengrab des Landes Berlin gewidmet. Die Widmung wurde im Jahr 2016 um die übliche Frist von zwanzig Jahren verlängert.
Sandkuhl war Mitglied im Deutschen Künstlerbund. Er ist mit drei Gemälden sowie zwei Farblithografien in der Kunsthalle Bremen vertreten.